# TOPEX/Poseidon
TOPEX/Poseidon은 미국 항공우주국(NASA)과 프랑스 우주국(CNES)이 공동으로 해양 표면 지형도를 그리는 위성 고도계 임무였다. 1992년 8월 10일에 발사된 이 위성은 최초의 주요 해양 연구 위성이었다. TOPEX/Poseidon은 이전에는 얻을 수 없었던 데이터를 제공함으로써 해양학에 혁명을 가져왔다. 해양학자 월터 멍크는 토펙스/포세이돈에 대해 "역대 가장 성공적인 해양 실험"이라고 묘사했다. 고장으로 2006년 1월에 정상적인 위성 운영이 중단되었다.

## 설명
TOPEX/Poseidon 이전에, 과학자들은 선구적이지만 수명이 짧은 Seasat 위성을 통해 지구의 바다 전체를 잠깐 보았다. TOPEX/Poseidon의 레이더 고도계가 첫 번째 연속선을 제공했다.

## 목적
이 임무의 가장 중요한 성과는 해양 순환의 패턴, 즉 바다에 저장된 열이 어떻게 한 곳에서 다른 곳으로 이동하는지를 알아내는 것이었다.
바다가 지구의 대부분을 차지하고 있기 때문이다.

## 결과
3년간의 주요 임무가 계획되었지만, 토펙스/포세이돈은 궤도에서 10년 이상의 데이터를 전달하였다.그 몇 년 동안, 그 임무는
•전례 없는 정확도로 해수면 측정
•세계 조석 지도 사상 최초
•전 세계 기후 변화에 대한 전류의 영향을 모니터링하고 전류의 계절적 변화에 대한 최초의 전지구적 관점을 생성하였다.
•로스비와 켈빈 파도와 같은 대규모 해양 특징을 관찰하고 엘니뇨, 라니냐, 태평양 10년 진동과 같은 현상을 연구했다.
•분지 전체 전류 변동을 매핑하고 해양 순환 모델을 검증하기 위한 글로벌 데이터 제공
•상대양에 저장된 열의 연도별 변화 지도
•지구 중력장에 대한 지식 향상
•10년 이상 해양 및 주요 바다의 온도 관찰
TOPEX/Poseidon은 아리안 42P 소모성 발사체와 함께 한국기술원의 Kitsat-1 위성, 프랑스의 S80/T 위성을 사용하여 발사되었으며, 프랑스령 기아나의 Kourou에서 1992년 8월 10일에 발사되었다. 발사 당시 위성의 질량은 2,402 킬로그램이었다. 이 임무는 해양 지형 실험과 그리스 바다의 신인 포세이돈의 이름을 따서 명명되었다.
2005년 10월, 토펙스/포세이돈은 모멘텀 휠이 오작동하면서 과학 데이터 제공을 중단했고, 2006년 1월 18일 위성이 꺼졌다.

### 결과의 이용
TOPEX/Poseidon의 데이터는 2,100개 이상의 연구 간행물의 주제가 되어 왔다. 데이터가 사용되는 일부 영역은:
•기후 연구
•산호초 연구
•엘니뇨 및 라니냐 예측
•수산업 관리
•허리케인 예측
•해양 포유류 연구
•해양 산업
•항로 지정

## 계속되는 측정
TOPEX/Poseidon의 후속 임무인 Jason-1은 해수면 지형 측정을 계속하기 위해 2001년 발사되었다. 두 위성, TOPEX/Poseidon와 Jason-1은 3년 동안 협력 임무로 바다 표면의 두 배 범위를 제공하여 과학자들에게 하나의 위성으로 볼 수 있는 것보다 더 세밀한 특징들을 연구할 수 있게 해주었다.
TOPEX/Poseidon와 Jason-1에 의해 시작된 지구 해수면 높이의 기록은 2008년 6월에 발사된 Jason-2 위성의 해양지형탐사임무(OSTM)를 통해 후일까지 계속되었다. 뒤이어 Jason-3호는 2016년 1월 17일에 발사되었다.

## 기구
TOPEX/Poseidon은 동일한 안테나를 공유하는 두 개의 고도계가 탑재되어 있었지만 TOPEX가 우선권을 부여받았고, 항상 한 개의 고도계만 작동했다(임무 초기 10년 동안 10사이클 중 평균 9회).
•TOPEX: NASA에서 만든 해수면 위의 높이를 측정하기 위해 C 대역(5.3GHz) 및 Ku 대역(13.6GHz)을 사용하는 최하점을 가리키는 레이더 고도계
•Pseidon: CNES에서 만든 Ku 대역(13.65 GHz)을 사용하는 고체 상태의 최하점을 가리키는 레이더 고도계
고도계에 더하여, 대기의 습도로 인해 경로가 지연되는 것을 보정하기 위해 18, 21, 37 GHz에서 작동하는 TOPEX 마이크로파 방사계(TMR)가 사용되었다.
위성은 또한 스스로의 위치를 정확하게 알아내기 위한 기구들을 갖추고 있었다. 정확한 궤도 설정이 매우 중요한데, 이는 우주선의 위치를 찾는 데 오류가 발생하면 고도계 수치로 계산한 해수면의 측정값이 왜곡되기 때문이다.
우주선의 위치는 세 개의 독립적인 추적 시스템이 결정했다. 첫 번째, 나사의 레이저 반사경(LRA)이 맑은 하늘 아래서 10~15개의 지상 레이저 거리 측정소에서 나오는 레이저 광선을 반사하는 시스템. 두 번째, 모든 날씨, 전 지구적 추적을 위한 CNES 도플러 궤도학 및 위성 추적 시스템 수신기(DORIS) 시스템. DORIS는 마이크로파 도플러 기술(상대 속도에 따른 무선 주파수의 변화)을 사용하여 우주선을 추적하는 시스템으로, 기내에 탑재된 수신기와 40~50개의 지상 송신소들로 이루어진 글로벌 네트워크로 구성되어 있다.
세 번째, 실험용 위성위치확인시스템(GPS) 시연 수신기를 사용하여 미국 공군의 지구궤도 위성 GPS 별자리로부터 수신된 신호를 분석하여 위성의 위치를 지속적으로 정밀하게 파악하는 시스템이다. TOPEX/Poseidon은 위성위치확인시스템(GPS)이 우주선의 궤도에서 그 위치를 추적하고 정확하게 파악하는 데 사용될 수 있다는 것을 증명한 첫 번째 임무였다. 위성의 위치를 고도 오차범위 2cm(1인치 미만) 이내로 정확하게 알아내는 것은 정확한 해수면 높이의 측정을 가능하게 하는 핵심 요소였다.
많은 위성들이 이국적인 이중 대역 레이더 고도계로 우주선의 높이를 측정한다. 이 측정값이 궤도 요소(아마 GPS로부터 얻을)와 결합되어 지형을 결정할 수 있게 해준다. 두 가지 길이의 전파는 고도계가 전리층에서의 다양한 지연에 대해 자동으로 보정하도록 해준다.

## 사진들
- TOPEX/Poseidon이 탑재된 Ariane 4호 로켓
- 1997-98 엘니뇨
- Jason-1은 TOPEX/Poseidon이 시작한 해수면 측정을 계속한다. 그 후엔 Jason-2의 해양 표면 지형 임무(OSTM)가 있고 계획된 미래엔 Jason-3이 뒤따를 것이다.
- 탑재되어 있는 다양한 시스템에 대한 다이어그램